# Phoenix Sky Harbor International Airport
Phoenix Sky Harbor International Airport (IATA: PHX, ICAO: KPHX) er en international lufthavn, beliggende 5 kilometer fra businessdistriktet i Phoenix, Maricopa County, Arizona, USA. Lufthavnen er Arizonas største og travleste, og er hub for US Airways og Southwest Airlines. I 2010 betjente lufthavnen 38.554.530 rejsende, hvilket gør lufthavnen til den 9. travleste i USA og den 24. travleste i verden. Dagligt håndterer lufthavnen 1.252 fly og mere end 675 tons gods. Lufthavnen er forbundet med resten af Phoenix med METRO Light Rail, bus og veje. En people mover, PHX Sky Train, er under opførelse og forventes at åbne i 2015. Det er planlagt at PHX Sky Train vil forbinde 44th St/Sky Harbor Station med de øvrige terminaler i lufthavnen.

## Historie
Sky Harbor Airport er den fjerde lufthavn bygget i Phoenix. Den blev etableret med en enkelt landingsbane af Scenic Airways i 1928, et luftfartsselskab der lukkede det efterfølgende år som følge af Wall Street-krakket. Acme Investment Company overtog ejerskabet, og ejede lufthavnen indtil 1935, da Phoenix købte lufthavnen for ca. $100.000. Efter 2. verdenskrig byggede man yderligere to landingsbaner, den ene parallelt med den første, den anden på tværs af den første. Terminal 1 (oprindeligt kaldet "West Terminal"), der i øvrigt husede lufthavnens første kontroltårn, åbnede i 1952. Lufthavnens dispositionsplan blev i 1959 ændret for at gøre plads til eventuelle nye terminaler. F.eks. blev den tværgående landingsbane fjernet. American Airlines og Trans World Airlines begyndte at betjene Phoenix med jetfly i 1960 og 1961, henholdsvis. Terminal 2 (oprindeligt kaldet "East Terminal"), der stadig er i brug i dag, åbnede i 1962. Terminal 3 åbnede i 1979.
Bonanza Airlines flyttede sit hovedkvarter fra Las Vegas til Phoenix i 1966. Bonanza fusionerede med to andre flyselskaber i 1968, så flyselskabet Air West blev dannet. Air West blev omdøbt til Hughes Airwest efter at Howard Hughes købte selskabet i 1970. 
Efter deregulering af flyselskaberne i 1978, begyndte tidligere Hughes Airwest-direktør Ed Beauvais at danne en forretningsplan for et nyt flyselskab med base i Phoenix. Han grundlagde America West Airlines i 1981, som begyndte at operere fra Phoenix i 1983. Selskabet fordoblede sin størrelse i løbet af det første driftsår. Ved udgangen af dette årti havde America West Airlines et landsdækkende rutenet med Phoenix som knudepunkt. I mellemtiden indviede Southwest Airlines sin drift i Phoenix i januar 1982 med tretten daglige flyvninger til tolv forskellige byer. I 1986 opererede Southwest Airlines 64 daglige flyvninger fra Phoenix. Southwest oprettede vedligeholdelsesfaciliteter i Phoenix i 1992, som var de største i Southwests netværk.
I 1990 åbnede lufthavnen sin største terminal, Terminal 4. Terminalen blev oprindeligt bygget med fire forhaller: N2 og N3 på nordsiden og S3 og S4 på sydsiden. I 1991 solgte America West Airlines sine større fly, og opererede derefter kun med indenrigsflyvninger. America West indledte i øvrigt også et samarbejde med Continental Airlines. America West voksede sig op, indtil efter terrorangrebet den 11. september 2001, der gav store økonomiske vanskeligheder for selskabet. America West afsluttede sit samarbejde med Continental Airlines i 2001, og fusionerede med US Airways i 2005. I 2007 indførte Transportation Security Administration i lufthavnen røntgenscannere, der gennemlyser hele kroppen. På grund af Phoenix' ensartede vindretninger er Sky Harbor Airport en af de største lufthavne i verden, hvis start- og landingsbaner løber parallelt.

## Terminaler
Lufthavnen har mere end 120 gates fordelt over tre terminaler (terminal 2, 3 og 4). Lufthavnsadministrationen har besluttet at den nu lukkede Terminal 1 skal klassificeres som pensioneret, og at de ikke ønsker at omnummerere de øvrige terminaler, eftersom de rejsende allerede er bekendte med de eksisterende nummereringer. Gratis trådløs internetadgang er tilgængelig i alle terminaler.
Terminal 2 har 9 gates og 3 parkeringsbåse. Terminalen blev designet af det Phoenicianske arkitektfirma Weaver & Drover, og åbnede i 1962. Terminalen indeholder et vægmaleri malet af den fransk-amerikanske kunstner Paul Coze.
Terminal 3 åbnede i 1979 og har 17 gates, der er adskilt i to haller af en øvrig bygning. Den sydlige forhal huser gate 2-9. Den nordlige forhal huser gate 15-26. Terminalens eneste lounge – Delta Crown Room Club – lukkede den 30. april 2008.
Terminal 4 har mere end 90 gates, der er inddelt i 7 forhaller. De tre nordlige forhaller (gate A1-A14, A17-A30 og B1-B14) benyttes udelukkende af US Airways og US Airways Express. Den nordøstlige forhal "B" huser gate B23-B28, der benyttes til internationale flyrejser. De tre sydlige forhaller (gate C1-C10, C11-C20 og D1-D8) benyttes af Southwest Airlines. Terminal 4 håndterer omkring 80% af al trafik i lufthavnen.

### Godsterminal
20% af Sky Harbor Airports gods bliver transporteret med de enkelte passagerluftfartsselskaber, de resterende 80% bliver transporteret gennem følgende:
| - ABX Air - Ameriflight | - Astar Air Cargo - Capital Cargo International Airlines | - Empire Airlines - FedEx Express | - FedEx Feeder opereret af Corporate Air - Swift Air | - UPS Airlines |

## Flyselskaber og destinationer
British Airways er det eneste luftfartsselskab, der opererer med nonstopflyvninger udenfor Nordamerika, såvel som de eneste passagerflyvninger med Boeing 747. US Airways og Hawaiian Airlines tilbyder nonstop flyvninger til Hawaii. US Airways og Aeroméxico Connect tilbyder nonstop-flyvninger til store byer i Mexico. US Airways, Air Canada, og WestJet tilbyder nonstop flyvninger til dele af Canada, mens US Airways alene, tilbyder nonstop-flyvninger til dele af Alaska og Mellemamerika.
| Flyselskab                                      | Destinationer | Terminal |
| ----------------------------------------------- | --- | -------- |
| Aeroméxico Connect                              | Hermosillo | 4        |
| Air Canada                                      | Toronto-Pearson Sæsonbestemt: Calgary | 4        |
| AirTran Airways                                 | Atlanta Sæsonbestemt: Milwaukee | 4        |
| Alaska Airlines                                 | Portland (OR), Seattle/Tacoma | 2        |
| American Airlines                               | Chicago-O’Hare, Dallas/Fort Worth, Miami | 3        |
| American Eagle                                  | Los Angeles | 3        |
| British Airways                                 | London-Heathrow | 4        |
| Delta Air Lines                                 | Atlanta, Cincinnati/Northern Kentucky, Detroit, Memphis, Minneapolis/St. Paul, New York-John F. Kennedy, Salt Lake City | 3        |
| Delta Connection drevet af Pinnacle Airlines    | Sæsonbestemt: Memphis | 3        |
| Delta Connection opereret af SkyWest Airlines   | Los Angeles, Salt Lake City | 3        |
| Frontier Airlines                               | Colorado Springs, Denver Sæsonbestemt: Branson (MO) | 3        |
| Frontier Airlines opereret af Republic Airlines | Denver | 3        |
| Great Lakes Airlines                            | Farmington, Kingman, Page, Show Low | 2        |
| Hawaiian Airlines                               | Honolulu | 3        |
| JetBlue Airways                                 | Boston, New York-John F. Kennedy | 3        |
| Southwest Airlines                              | Albuquerque, Atlanta, Austin, Baltimore, Birmingham (AL), Boise, Boston, Buffalo, Burbank, Chicago-Midway, Columbus (OH), Denver, Detroit, El Paso, Fort Lauderdale, Houston-Hobby, Indianapolis, Kansas City, Las Vegas, Little Rock, Los Angeles, Louisville, Manchester (NH), Milwaukee, Minneapolis/St. Paul, Nashville, New Orleans, Newark, Oakland, Oklahoma City, Omaha, Ontario, Orange County, Orlando, Philadelphia, Pittsburgh, Portland (OR), Raleigh/Durham, Reno/Tahoe, Sacramento, St. Louis, Salt Lake City, San Antonio, San Diego, San Francisco, San Jose (CA), Seattle/Tacoma, Spokane, Tampa, Tulsa | 4        |
| Sun Country Airlines                            | Sæsonbestemt: Minneapolis/St. Paul | 3        |
| United Airlines                                 | Chicago-O’Hare, Cleveland, Denver, Houston-Intercontinental, Newark, San Francisco, Washington-Dulles | 2        |
| United Express opereret af ExpressJet           | Houston-Intercontinental | 2        |
| United Express opereret af SkyWest Airlines     | Denver, Houston-Intercontinental, Los Angeles, San Francisco | 2        |
| US Airways                                      | Albuquerque, Anchorage, Atlanta, Austin, Baltimore, Boise, Boston, Burbank, Calgary, Cancún, Charlotte, Chicago-O’Hare, Columbus (OH), Dallas/Fort Worth, Denver, Detroit, Edmonton, Fort Lauderdale, Fresno, Guadalajara, Honolulu, Houston-Intercontinental, Indianapolis, Kahului, Kansas City, Kona, Las Vegas, Lihue, Long Beach, Los Angeles, Mazatlán, Mexico City, Milwaukee, Minneapolis/St. Paul, New York-John F. Kennedy, New York-LaGuardia, Newark, Oakland, Omaha, Ontario, Orange County, Orlando, Philadelphia, Pittsburgh, Portland (OR), Puerto Vallarta, Reno/Tahoe, Sacramento, St. Louis, Salt Lake City, San Antonio, San Diego, San Francisco, San Jose (CA), San José del Cabo, Seattle/Tacoma, Spokane, Tampa, Tucson, Vancouver, Washington-National Sæsonbestemt: Ixtapa/Zihuatanejo, Manzanillo, San José de Costa Rica | 4        |
| US Airways opereret af Mesa Airlines            | Albuquerque, Austin, Bakersfield, Burbank, Des Moines, Durango, El Paso, Flagstaff, Fresno, Grand Junction, Guadalajara, Guaymas, Hermosillo, Kansas City, Las Vegas, Long Beach, Los Angeles, Mazatlán, Monterey, Oakland, Omaha, Ontario, Orange County, Palm Springs, Reno/Tahoe, Sacramento, Salt Lake City, San Antonio, San Diego, San José del Cabo, San Luis Obispo, Santa Barbara, Tucson, Yuma Sæsonbestemt: Calgary, Edmonton, Ixtapa/Zihuatanejo | 4        |
| US Airways opereret af SkyWest Airlines         | Albuquerque, Bakersfield, Durango, El Paso, Grand Junction, Las Vegas, Los Angeles, Monterey, Palm Springs, San Luis Obispo, San Diego, Santa Barbara, Tucson, Yuma | 4        |
| WestJet                                         | Calgary Sæsonbestemt: Edmonton, Kelowna, Regina, Saskatoon, Vancouver, Victoria, Winnipeg | 4        |

## Trafik og statistik
Sky Harbor Airport har et gennemsnit på 1.265 betjente luftfartøjer pr. dag. Heraf består 990 af kommercielle flyvninger, 174 af taxiflyvninger, 60 af forbigående flyvninger og 7 af militærflyvninger.
| Rang | Lufthavn                 | Passagerer | Luftfartsselskab                               |
| ---- | ------------------------ | ---------- | ---------------------------------------------- |
| 1    | Denver, CO               | 932.000    | Frontier, Southwest, United, US Airways        |
| 2    | Las Vegas, NV            | 773.000    | Southwest, US Airways                          |
| 3    | Los Angeles, CA          | 771.000    | American, Delta, Southwest, United, US Airways |
| 4    | San Diego, CA            | 678.000    | Southwest, US Airways                          |
| 5    | Seattle/Tacoma, WA       | 638.000    | Alaska, Southwest, US Airways                  |
| 6    | Minneapolis/St. Paul, MN | 620.000    | Delta, Southwest, Sun Country, US Airways      |
| 7    | Chicago, IL (O'Hare)     | 601.000    | American, United, US Airways                   |
| 8    | Atlanta, GA              | 577.000    | AirTran, Delta, Southwest, US Airways          |
| 9    | Salt Lake City, UT       | 577.000    | Delta, Southwest, US Airways                   |
| 10   | Dallas/Fort Worth, TX    | 576.000    | American, US Airways                           |

| Rang | Lufthavn                          | Passagerer | Luftfartsselskab                |
| ---- | --------------------------------- | ---------- | ------------------------------- |
| 1    | Calgary, Canada                   | 238.885    | Air Canada, US Airways, WestJet |
| 2    | San José del Cabo, Mexico         | 232.624    | US Airways                      |
| 3    | Vancouver, Canada                 | 167.391    | US Airways, WestJet             |
| 4    | Puerto Vallarta, Mexico           | 149.608    | US Airways                      |
| 5    | Guadalajara, Mexico               | 137.469    | US Airways                      |
| 6    | London, United Kingdom (Heathrow) | 131.157    | British Airways                 |
| 7    | Mexico City, Mexico               | 117.783    | US Airways                      |
| 8    | Cancún, Mexico                    | 102.130    | US Airways                      |
| 9    | Edmonton, Canada                  | 99.998     | US Airways, WestJet             |
| 10   | Toronto, Canada                   | 85.003     | Air Canada                      |

## Hændelser og ulykker
- 15. november 1964; Bonanza Air Lines Flight 114 – en Fairchild Hiller FH-227 fra Phoenix til McCarran International Airport i Las Vegas styrtede ned i en bakke i Mojaveørkenen 10 kilometer sydvest for Las Vegas. Alle ombordværende (26 passagerer og 3 besætningsmedlemmer) omkom i styrtet.

- 16. august 1987, Northwest Airlines Flight 255 – en McDonnell Douglas MD82 fra Detroit Metropolitan Wayne County Airport i Detroit til John Wayne Airport i Orange County med en mellemlanding i Sky Harbor Airport, styrtede ned i Detroit under takeoff. Styrtet dræbte alle undtagen en passenger ombord.

- 5. januar 1999, Miami Air International – en Boeing 727-225A mod Nashville International Airport i Nashville lettede med den bageste dør uaflåst. Døren åbnedes under takeoff; flyet landede uden videre problemer. Ingen kom til skade.

- 28. august 2002, America West Airlines Flight 794 – en Airbus A320 skred af landingsbanen ind på et grusareal og mistede sine næsehjul, hvilket skyldtes at piloterne undlod at foretage retningsstyring. Nogle passagerer pådrog sig mindre skrammer.

- 10. juli 2009, British Airways Flight 288 – en Boeing 747-400 på vej mod London Heathrow Airport fyldtes med røg lige før udskubning fra gaten, hvilket forårsagede evakuation af alle ombordværende. Efter et par dage blev et British Airways-reparationsmandskab sendt til Phoenix for at undersøge problemet. Ingen problemer blev nogensinde afsløret. Ingen alvorlige personskader eller dødsfald indtraf.

- 18. juli 2009, US Airways – en Airbus A319 mod McCarran International Airport i Las Vegas måtte returnere til Phoenix grundet at flyets landingsstelsluger ikke kunne lukkes, hvilket skabte problemer med hydraulikken. Ingen kom til skade.

- 24. september 2010, US Airways – en Airbus A320 ankommende i Phoenix fra Dallas-Fort Worth nødlandede i Sky Harbor Airport grundet punktering af et forhjul lige efter take-off i Dallas. Flyet landede uden problemer i Sky Harbor Airport og blev trukket til gaten. Ingen kom til skade.[10]

- 24. september 2010, American Airlines Flight 806 – en McDonnell Douglas MD82 fra Phoenix til Dallas-Fort Worth, TX fik motorsvigt under acceleration og afbrød afgangen, hvilket lukkede lufthavnens landingsbane 25R. Dette muliggjorde at kun én landingsbane kunne benyttes, eftersom en anden landingsbane på forhånd var lukket på grund af vedligeholdelsesarbejde. Ingen kom til skade.[10]

- 30. december 2010, Delta Air Lines Flight 1921 – en Boeing 757-300 fra Detroit Metropolitan Wayne County Airport til Phoenix var tvunget til at foretage en nødlanding i Colorado Springs Airport på grund af motorsvigt. Fordi en af motorerne var ude af drift, blev ekstremt tryk påført bremsen, da flyet landede, hvilket forårsagede brand i flyets hjulrum. Nogle passagerer pådrog sig mindre skrammer.[11][12]

- 1. april 2011, Southwest Airlines Flight 812 – en Boeing 737-300 fra Phoenix til Sacramento International Airport foretog en nødlanding i Yuma International Airport efter et stort hul - omkring 1 meter bredt, 30 centimeter højt - opstod i flyets skrog ca. 35 minutter efter afgang. Piloten sænkede straks højden for at undgå for stort et tab af kabinetryk. Flyet landede uden større problemer, og efterfølgende var der kun en enkelt indberetning om en skade i det indre øre som følge af den hurtige nedstigning.[13]

## Militærfaciliteter
Sky Harbor Air National Guard Base befinder sig i Phoenix Sky Harbor International Airport, og er luftbase for 161st Air Refueling Wing, en enhed af Arizona Air National Guard. Den ene af to enheder i Arizona Air National Guard, 161st Air Refueling Wing, benytter på nuværende tidspunkt Boeing KC-135 Stratotanker-fly, der er udviklet ud fra prototypeflyet Boeing 367-80. Udover lokale opgaver, som en del af nationalgarden i Arizona, udfører 161st Air Refueling Wing opgaver som en United States Air Force-organisation, der bidrager med tankfly til missioner verden over.
Sky Harbor Air National Guard Base er beliggende i den sydlige del af Phoenix Sky Harbor International Airport, og er en forholdsvis ny facilitet. Som et resultat af vækst og løbende udvidelse af Sky Harbor Airport blev en ny base planlagt anlagt som erstatning for en mindre, utidssvarende facilitet, der stod i vejen for videre udvidelse af lufthavnen. Planerne blev godkendt i 1995, og den nye base blev opført i den sidste halvdel af det årti. Den nuværende base omfatter over 25.500 kvadratmeter af faciliteter, belægning og infrastruktur, og er en af de mest moderne faciliteter af sin slags i Air National Guard. 
Over 1000 personer i Air National Guard opererer i 161st Air Refueling Wing, bestående af en blanding af en kombination af fuldtids-Active Guard and Reserve- og Air Reserve Technician-mandskab såvel som traditionelt deltidsmandskab.